# 라자르 마르코비치
라자르 마르코비치(세르비아어: Лазар Марковић, 1994년 3월 2일 ~ )는 세르비아의 축구 선수로, 트라브존스포르에서 뛰고 있다. 포지션은 윙어다.